# Erich Schneider-Wessling
Erich Schneider, genannt Erich Schneider-Wessling, (* 22. Juni 1931 in Weßling; † 28. September 2017 in Köln) war ein deutscher Architekt und Hochschullehrer.

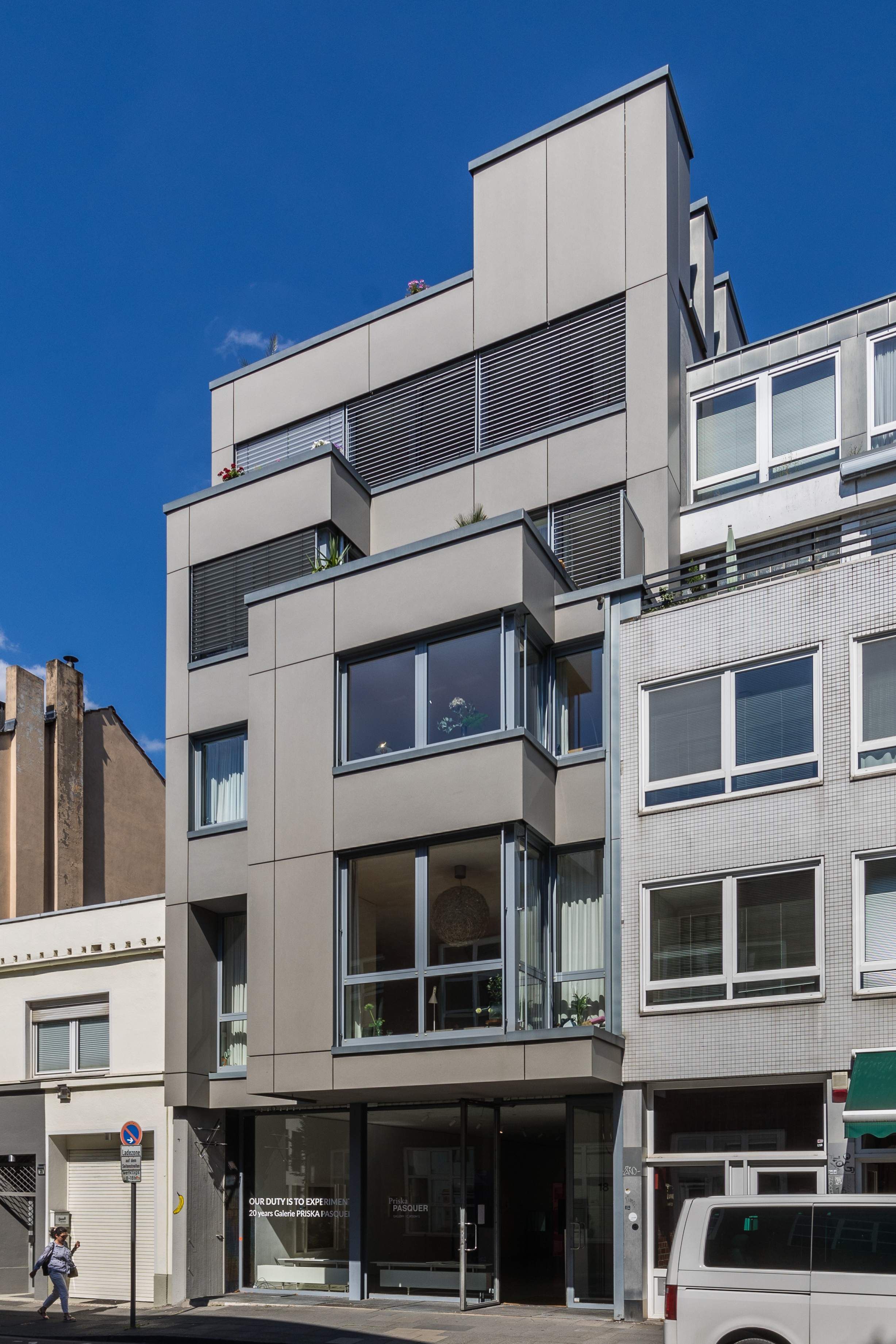
Galeriehaus Zwirner in Köln (1972)

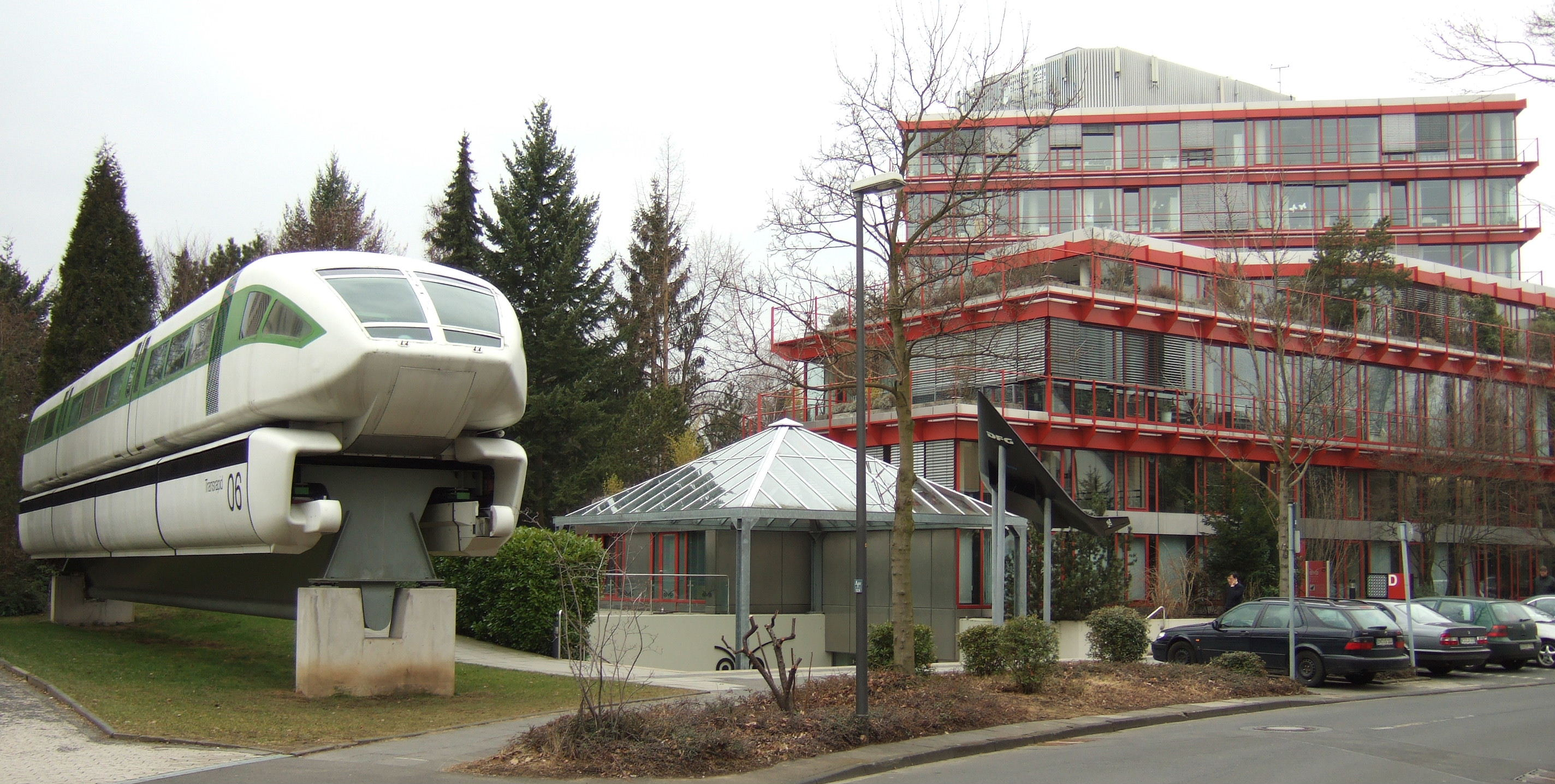
Wissenschaftszentrum Bonn (1973)

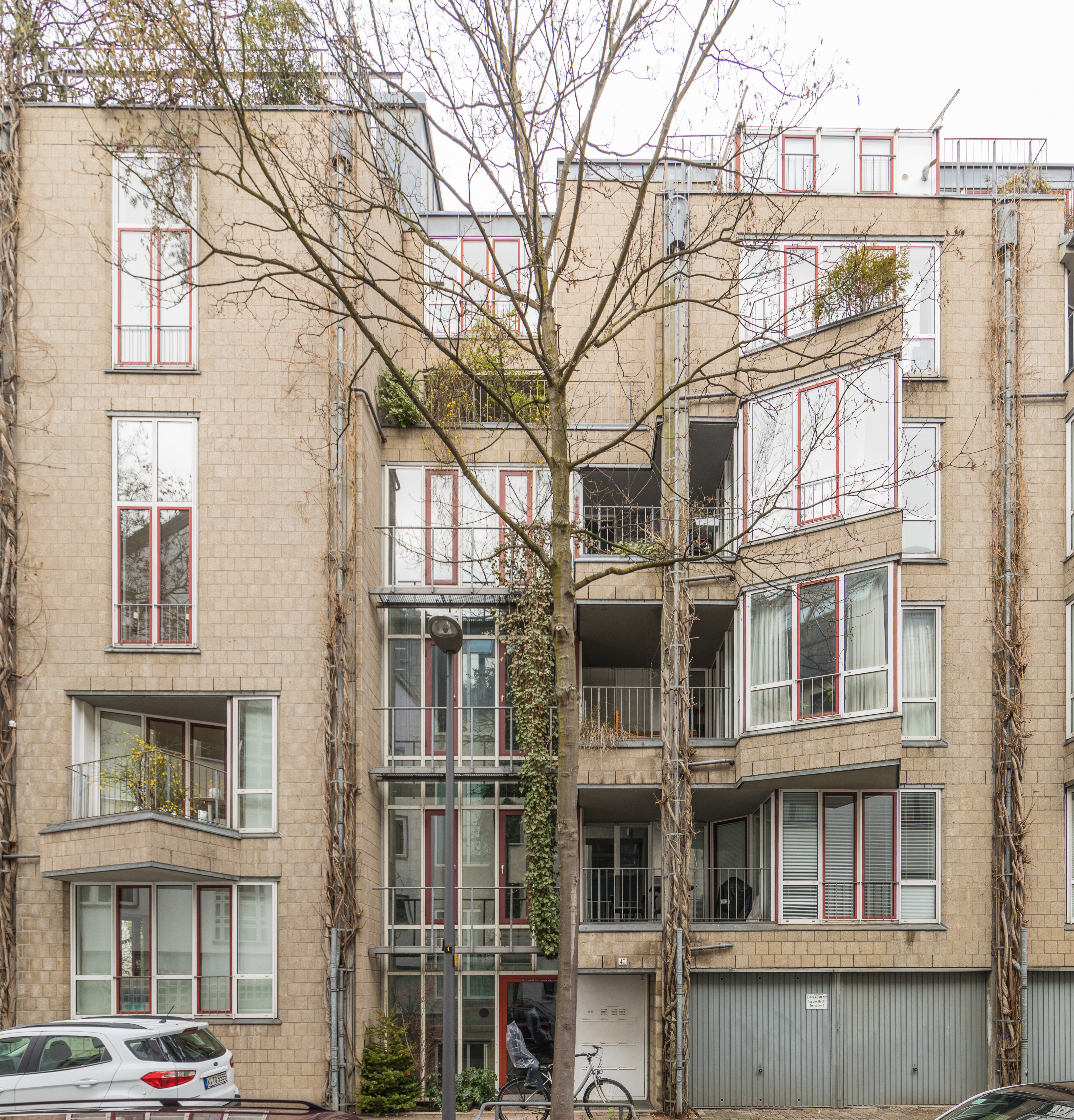
Mehrfamilienhaus in Köln (1985)

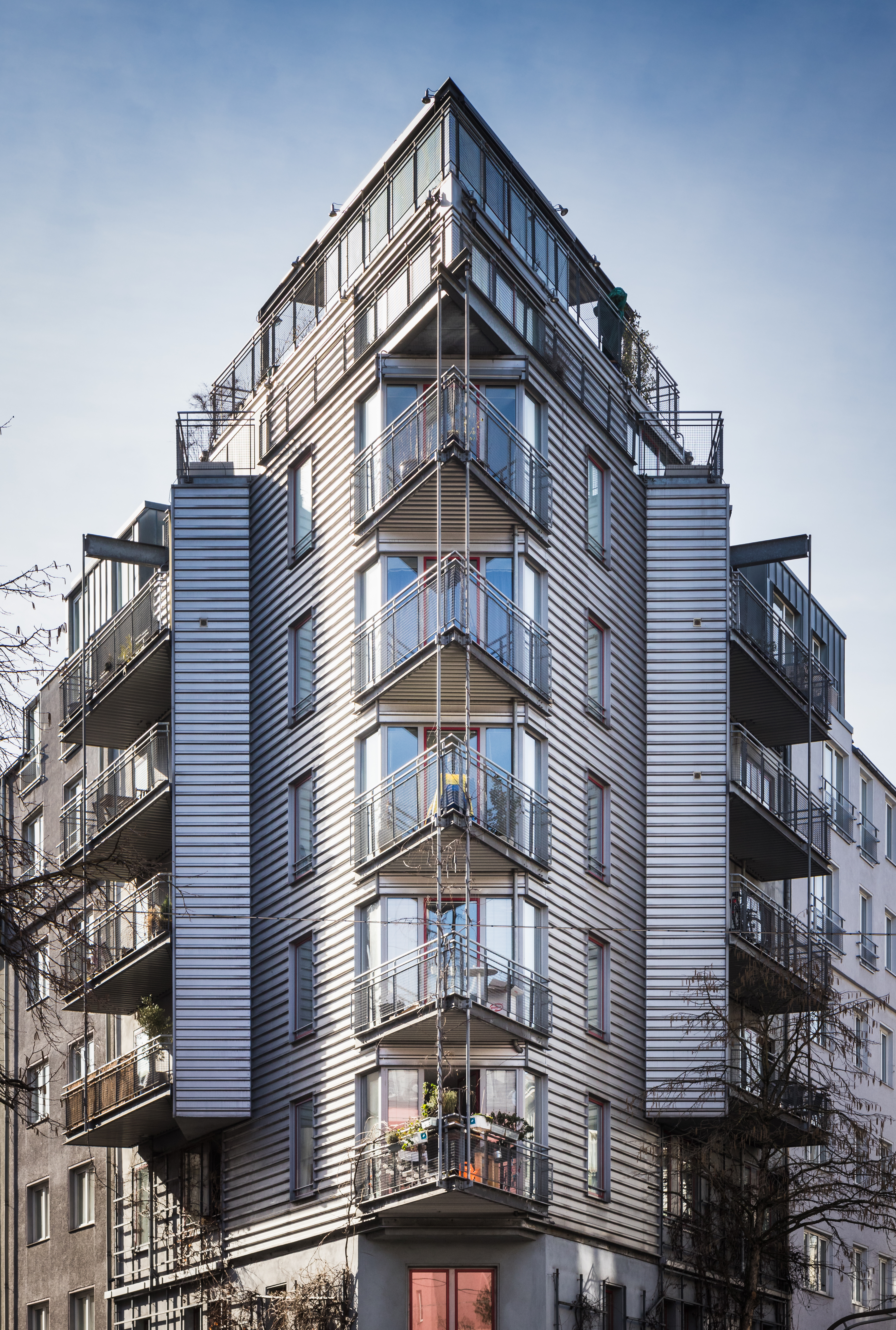
Stadthaus in Köln (2000)

## Leben
Erich Schneider-Wessling wurde 1931 als Sohn eines Bauunternehmers in Weßling in Oberbayern geboren. Nach dem frühen Tod seiner Eltern wuchs er in München auf. Er studierte von 1951 bis 1956 Bauingenieurwesen und Architektur an der Technischen Hochschule München, u. a. bei Hans Döllgast.
Die Zeit zwischen 1956 und 1960 verbrachte er in Nord- und Südamerika: Zunächst hatte er ein Fulbright-Reisestipendium an der University of Southern California, Los Angeles, wo er u. a. Architekturgeschichte studierte. Danach hospitierte er bei namhaften US-amerikanischen Architekten, so 1957 bei Frank Lloyd Wright in Taliesin West und von 1958 bis 1959 bei Richard Neutra in Los Angeles; ferner arbeitete er bei Miguel Casas Armencol in Maracaibo, Venezuela.
Nach Deutschland zurückgekehrt betrieb er ab 1960 ein eigenes Architekturbüro im Umfeld der Fluxus-Bewegung in Köln; es entstanden zeittypische Entwürfe für Bahnüberbauungen sowie für Terrassen- und Hügelhäuser mit flexiblen Grundrissen. Schneider-Wessling beteiligte sich an zahlreichen Architektenwettbewerben und entwickelte frühzeitig Konzepte für die Wiederverdichtung der Innenstädte.
1965 wurde Schneider-Wessling in den Vorstand der Ortsgruppe Köln des Bundes Deutscher Architekten (BDA) gewählt. 1968 gründete er zusammen mit Peter Busmann die Architektengemeinschaft Bauturm in Köln. 1969 wurde er in den Deutschen Werkbund berufen. Ab 1972 hatte er die Professur für Stadterneuerung und Wohnen an der Akademie der Bildenden Künste München inne, wo er 1978 den Reichenauer Architekturkreis („Reale Architektur“) gründete. 1988 war er Gastprofessor am Massachusetts Institute of Technology. Seit 1999 war er Mitglied der Akademie der Künste in Berlin.

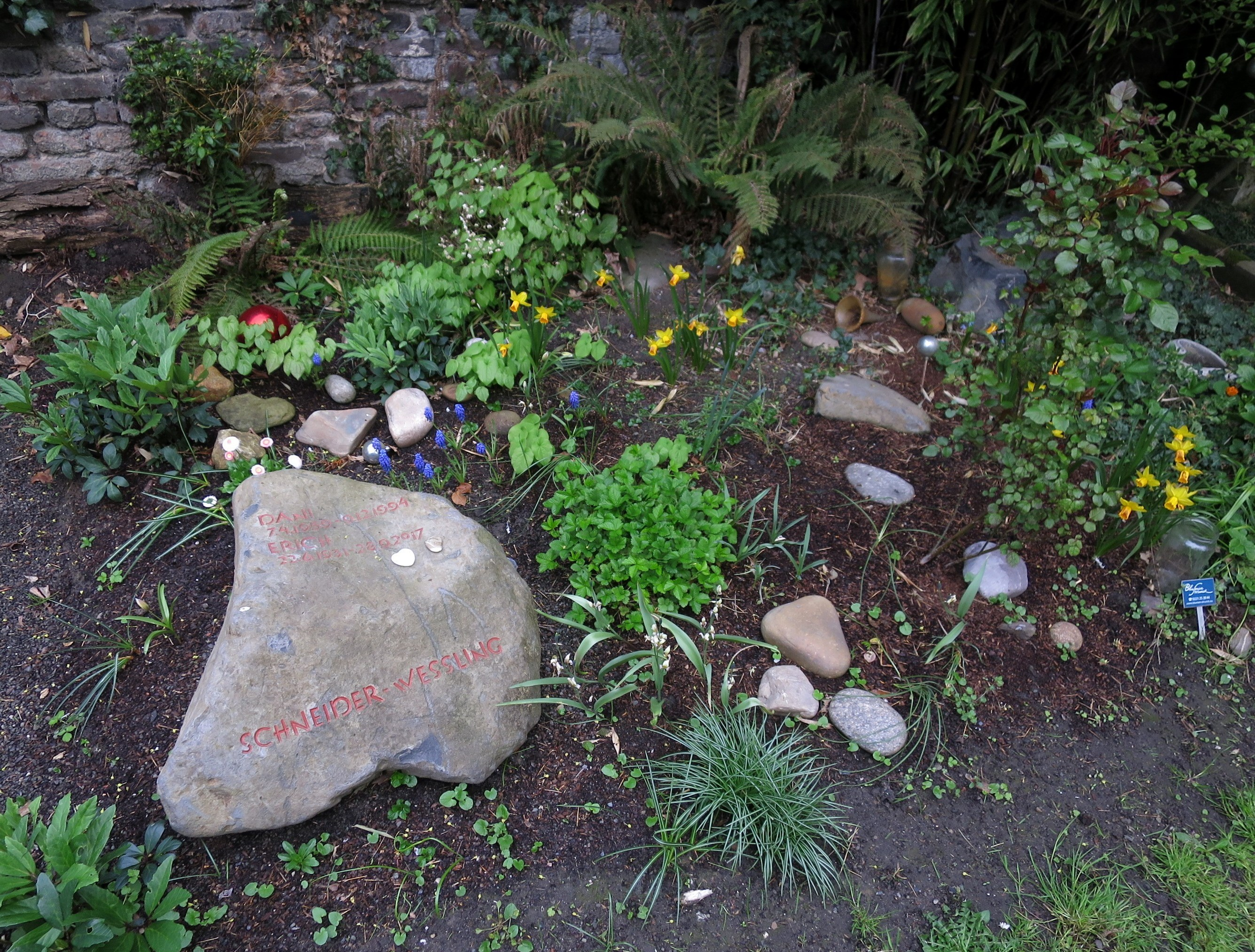
Grabstätte Erich und Dani(ele) Schneider-Wessling (2019)

Sein Planarchiv wurde in das Historische Archiv der Stadt Köln überführt. Er war von 1958 bis zu seinem Tod verheiratet und hatte fünf Kinder; sein Sohn Gabor Schneider und seine Tochter Dorothée sind ebenfalls Architekten.
Schneider-Wessling starb im Alter von 86 Jahren in Köln; er wurde am 6. Oktober 2017 neben dem Grab seiner Tochter Daniele (1959–1994) auf dem Kölner Zentralfriedhof Melaten (Lit. J) beigesetzt.

## Bauten
- 1959: Esquela Bella Vista in Maracaibo (mit Miguel Casas Armencol)[6]
- 1962–1965 (mit Heinrich P. Hachenberg): Wohn- und Studiogebäude Labyr für den Komponisten Karlheinz Stockhausen in Kürten[7][6][8][9][10]
- 1963–1966: Gästehaus der Alexander von Humboldt-Stiftung in Bonn-Bad Godesberg[6][9][10][11] ⊙
- 1964–1967: Wohnhaus für Reinhold Neven DuMont in Rösrath-Forsbach (Kölner Architekturpreis 1971, vor 2020 abgerissen)[9][10]
- 1964–1965: Wohnhaus Muthesius in Holzlar[9] ⊙
- 1965: Wohn- und Geschäftshaus FASS in Emmerich (mit Jost Henner und Erich Schwedes)[9]
- um 1965: Wohn- und Geschäftshaus Moos in Rösrath[10]
- um 1965: Wohn- und Geschäftshaus in Köln-Ossendorf[10]
- 1967–1968: Wohn- und Atelierhaus der Künstlerin Mary Bauermeister in Forsbach[8]
- vor 1968: Wohnhaus Schneider-Wessling[10]
- vor 1968: Miethaus mit Ladenzentrum in Rösrath[9]
- 1969: Haus Dr. Peddinghaus in Wuppertal-Barmen (mit Heinrich P. Hachenberg)[12][13] ⊙
- 1969: Einfamilienhaus im Siebengebirge[8]
- vor 1969: Doppelwohnhaus in Siegburg[9]
- 1972: Wohn- und Galeriehaus für Rudolf Zwirner in Köln[9] ⊙
- 1972: Stadthaus in Köln[14] ⊙
- 1973: Wohnhaus von Dohnanyi, Bonn[15]
- 1973: Wissenschaftszentrum Bonn ⊙
- 1974–1984: Nikolai-Centrum in Osnabrück ⊙
- 1978–1980: Wohnhaus in Aachen (Holzbaupreis 1982)[16]
- 1979: Landeszentralbank Hessen in Wiesbaden (2020 abgerissen)[17]
- 1979: Solarhaus in Landstuhl, Auf der Melkerei[18] ⊙
- 1980: Laborgebäude der Gesamthochschule Siegen[19]
- 1981: Gesamtschule Bonn-Beuel in Bonn-Pützchen[20] ⊙
- vor 1985: Mehrfamilienwohnhaus in Köln-Lindenthal.  (mit Ilse Walter, Kölner Architekturpreis 1985) ⊙
- 1988: Rathaus und Bürgerhaus in Kaarst ⊙
- vor 1989: Einfamilienhaus in Köln-Müngersdorf[21] ⊙
- 1988–1989: Stadthaus in Berlin-Tiergarten für die Internationale Bauausstellung 1984 (mit Hanno Lagemann/Zeki Dinekli)[22] ⊙
- 1990: Kommunikationszentrum der Bayer AG in Leverkusen
- 1992: Kaiser-Karl-Klinik in Bonn
- 1994: Erweiterung der Georg-Lenz-Klinik in Masserberg, Thüringen
- 1994–1995: Wohnquartier in Hannover
- 1995: Bürogebäude für die Deutsche Bundesstiftung Umwelt in Osnabrück ⊙
- 1997: Umnutzung einer ehemaligen Glockengießerei in Heidelberg für Wohnen und Gewerbe
- 1997–2001: Umbau der Garde-Ulanen-Kaserne in Potsdam zum Oberstufenzentrum I ⊙
- 1998: Bürohaus am Park in Heidelberg[23] ⊙
- 1998: Umbau und Modernisierung der denkmalgeschützten Industrie- und Handelskammer in Karlsruhe (mit Claus Steffan, München) ⊙
- vor 2000: Wohn- und Bürohaus in Köln-Neustadt-Nord (Kölner Architekturpreis 2000)⊙
- 2000–2002: Torhaus Brühlstraße in Hannover[24][25] ⊙

## Auszeichnungen
- Ehrenmitglied der Akademie der Bildenden Künste München
- 1984: Deutscher Städtebaupreis für den Sanierungsbereich Altstadt in Osnabrück
- 1987: Heinrich-Tessenow-Medaille in Gold
- 2009: Gottfried Semper Architekturpreis der Sächsischen Akademie der Künste